# Villa Emiliano Zapata
Villa Emiliano Zapata är en ort i Mexiko.   Den ligger i kommunen Peñamiller och delstaten Querétaro Arteaga, i den centrala delen av landet, 190 km norr om huvudstaden Mexico City. Villa Emiliano Zapata ligger 1 286 meter över havet och antalet invånare är 812.
Terrängen runt Villa Emiliano Zapata är huvudsakligen kuperad, men den allra närmaste omgivningen är platt. Villa Emiliano Zapata ligger nere i en dal. Runt Villa Emiliano Zapata är det ganska glesbefolkat, med 38 invånare per kvadratkilometer. Närmaste större samhälle är Pinal de Amoles, 19,2 km nordost om Villa Emiliano Zapata. Trakten runt Villa Emiliano Zapata består i huvudsak av gräsmarker.